# Confabulação
Em psiquiatria, confabulação (verbo: confabular) é um erro de memória definido como a produção de memórias fantasiosas, distorcidas ou mal interpretadas sobre si mesmo ou do mundo, sem a intenção consciente de enganar. Pessoas que confabulam apresentam memórias incorretas que vão de "sutis alterações a bizarras fabricações", e geralmente estão muito confiantes sobre suas memórias, apesar de evidências contrárias.

## Descrição
Confabulação é distinto de mentir pois não há nenhuma intenção de enganar, não há consciência de que a informação é falsa. Embora os indivíduos possam apresentar informações evidentemente falsas, a confabulação pode também parecer ser coerente e internamente consistente, e até relativamente normal.
A maioria dos casos conhecidos de confabulação são danos cerebrais ou demências, como o aneurisma, a doença de Alzheimer, ou de Wernicke–Korsakoff (uma manifestação comum de uma deficiência de tiamina causada pelo alcoolismo). Além disso, muitas vezes a confabulação ocorre em pessoas que sofrem do anticolinérgico toxidrome quando interrogadas sobre o bizarro ou comportamento irracional.
Memórias confabuladas de todos os tipos ocorrem com mais frequência em memória autobiográfica, e são indicativos de um complexo e intrincado processo que pode ser uma alteração em qualquer ponto durante a codificação, o armazenamento, ou lembrança de uma memória. Este tipo de confabulação é comumente visto na síndrome de Korsakoff.